# European Robotic Arm

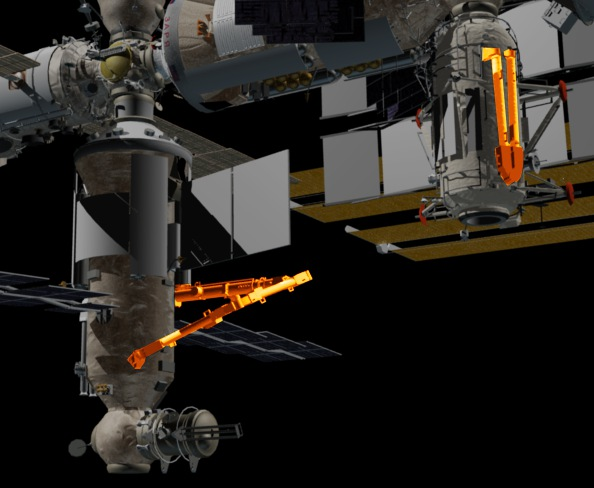
European Robotic arm ansluten till Nauka, den extra armbågen förvaras på modulen Rassvet

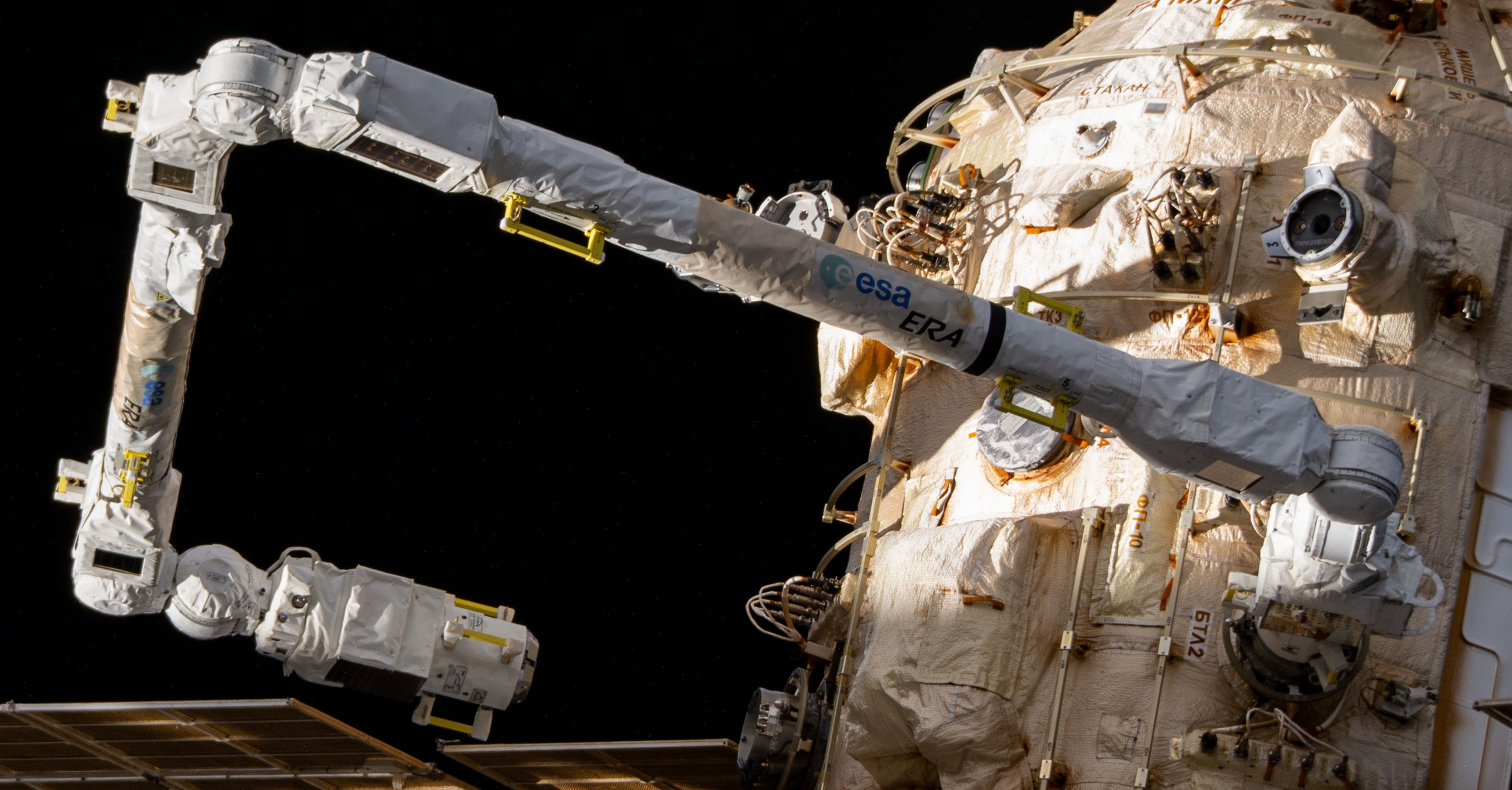

European Robotic Arm (ERA) är en europeisk robotarm, konstruerad av Dutch Space och EADS Astrium. Armen sköts upp tillsammans med den ryska modulen Nauka, den 21 juli 2021.
Likt Canadarm2 kan armen gå runt hand över hand, på den ryska delen av stationen, ditt Canadarm2 inte kan nå.
Redan 2010 sköts en extra armbåge till armen, upp tillsammans med den ryska modulen Rassvet. 

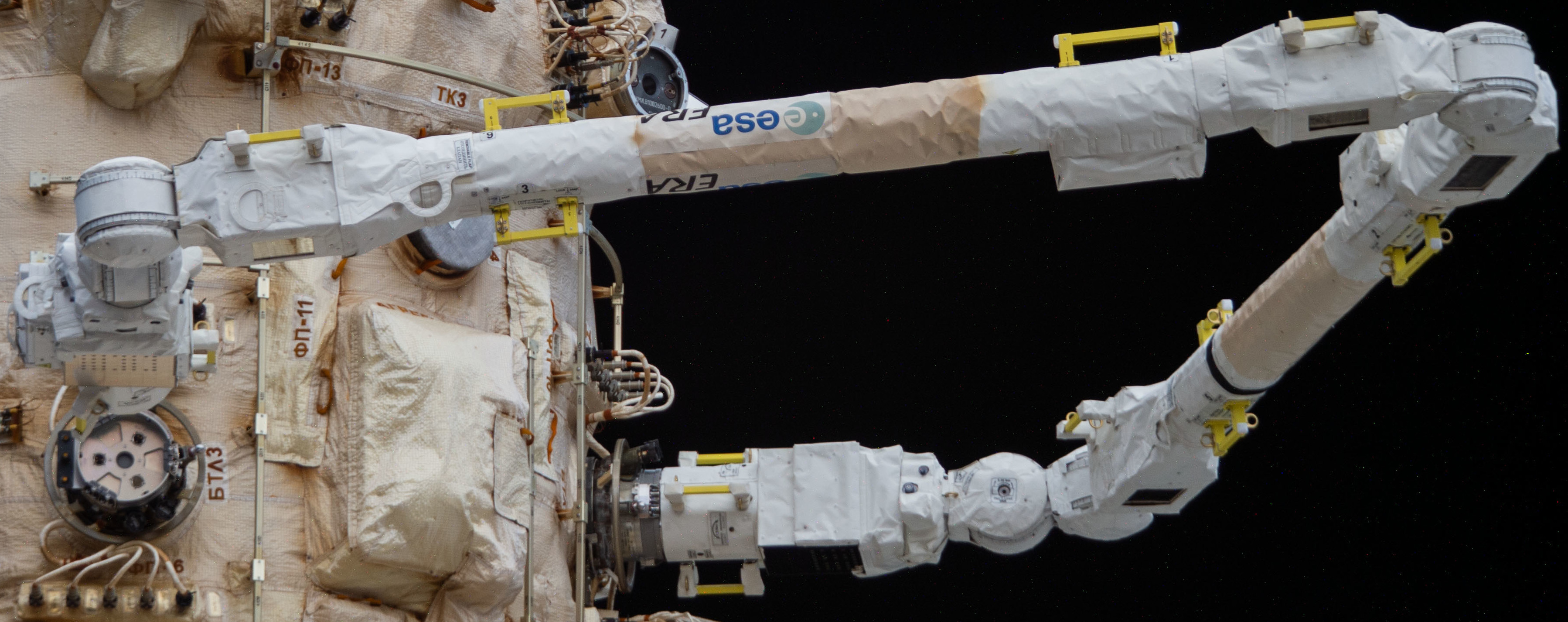

## Manöver

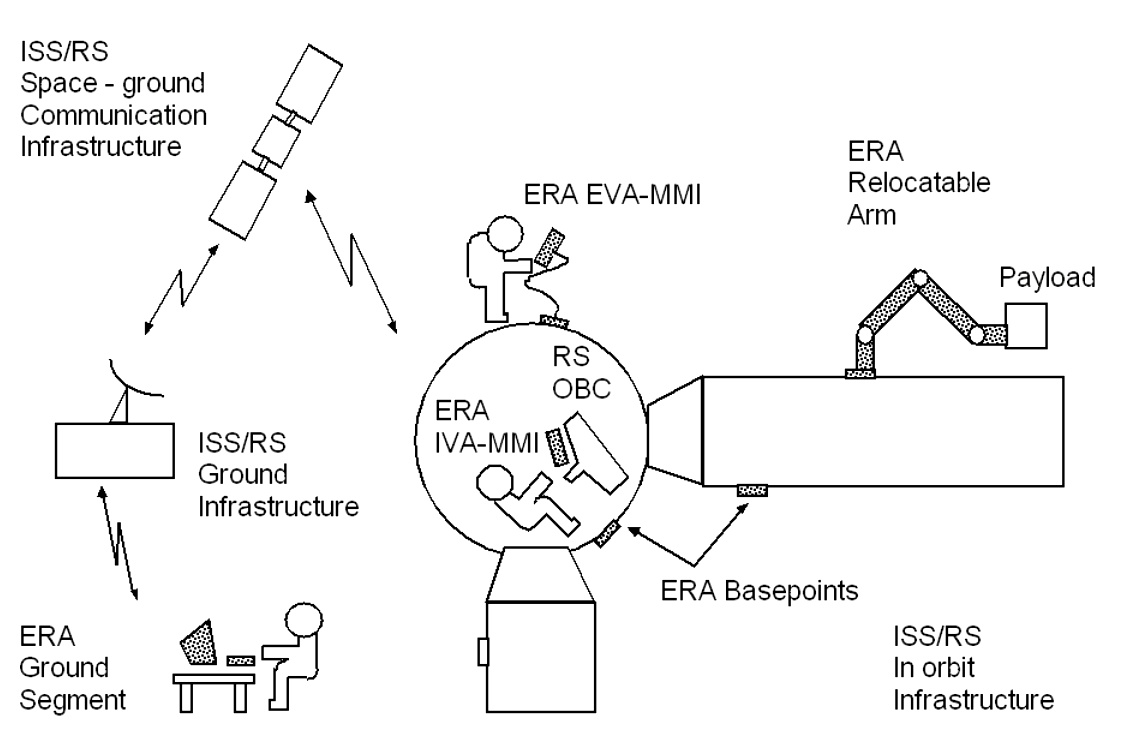
Manöver

Armen kan manövreras både från insidan av rymdstationen och från flera av rymdstationens markkontroller. Den kommer även kunna manövreras av astronauter på utsidan av stationen.

## Tekniska data
- Längd: 11,3 m
- Vikt: 630 kg
- Max kapacitet: 8 000 kg
- Precision: 5 mm